# Supercoppa italiana 2015 (pallavolo femminile)
La Supercoppa italiana di pallavolo femminile 2015 si è svolta il 10 ottobre 2015: al torneo hanno partecipato due squadre di club italiane e la vittoria finale è andata per la prima volta al Volleyball Casalmaggiore.

## Regolamento
Le squadre hanno disputato una gara unica.

## Squadre partecipanti
| Squadra       | Qualificazione                  | Ultima partecipazione |
| ------------- | ------------------------------- | --------------------- |
| Casalmaggiore | Vincitrice Serie A1 2014-15     | Debutto               |
| AGIL          | Vincitrice Coppa Italia 2014-15 | Debutto               |

## Torneo
| 10 ottobre 2015 PalaRadi, Cremona Durata: 2h:20 - Spettatori: 2 900 | Casalmaggiore | 3 - 2 | AGIL | 17-25, 25-22, 25-23, 20-25, 17-15 |